# Callicostella subdepressa
Callicostella subdepressa är en bladmossart som beskrevs av Brotherus 1907. Callicostella subdepressa ingår i släktet Callicostella och familjen Hookeriaceae. Inga underarter finns listade i Catalogue of Life.